# Dangerous Dave
Dangerous Dave é uma série de jogos eletrônicos de computador do gênero plataforma criado em 1988 por John Romero. Foi desenvolvido para Apple II e DOS como um jogo de exemplo para acompanhar seu artigo sobre seu GraBASIC, um complemento Applesoft BASIC, para a revista UpTime Disk.

## O Jogo
O objetivo do jogo é coletar taças de ouro para passar para o próximo nível. Desde a publicação original de Dangerous Dave em 1988 no UpTime, houve três sequências e três versões do original para outras plataformas.
A ideia de Dangerous Dave surgiu com John Romero sob a influência de Super Mario. Existem semelhanças entre os dois jogos, como os níveis secretos, o design dos níveis, os monstros e os saltos. De acordo com Romero, ele estava "de propósito tentando fazer um jogo Mario". A missão é guiar Dave através de dez níveis, coletando troféus no esconderijo de seu inimigo, Clyde. Romero diz que entre todas as sequências de Dangerous Dave, Dangerous Dave in the Haunted Mansion é "o melhor Dave já criado". Em 2008, Dangerous Dave in the Haunted Mansion foi portado para telefones celulares.

### Sequências
- Dangerous Dave in the Deserted Pirate's Hideout, 1988, Apple II, 6 cores, UpTime (o original)
- Dangerous Dave, 1990, DOS (CGA, EGA, VGA), Softdisk (versão DOS do original de 1988)
- Dangerous Dave in Copyright Infringement, 1990, DOS, EGA, não publicado (a demo que lançou Commander Keen e id Software)
- Dangerous Dave GS, 1990, Apple IIGS, nunca concluído (versão IIGS do original de 1988)
- Dangerous Dave in the Haunted Mansion, 1991, DOS, EGA, Softdisk
- Dangerous Dave in Trophy Trouble, 1991, Apple II, 16 cores, Softdisk (porta de 16 cores do original de 1988)
- Dangerous Dave Returns, 1992, Apple II, 16 cores, Softdisk
- Dangerous Dave's Risky Rescue, 1993, DOS, EGA, Softdisk
- Dave Goes Nutz!, 1993, DOS, EGA, Softdisk
- Dangerous Dave Goes Nutz!, 1995, Apple II, 16 cores, Softdisk
- Dangerous Dave Pack (compilação), 2012, Windows, Softdisk Publishing
- Dangerous Dave in the Deserted Pirate's Hideout, 2015, iOS, Alfonso Romero

## Recepção
Dangerous Dave's Risky Rescue foi revisado em 1993 em Dragon #200 por Sandy Petersen na coluna "Eye of the Monitor". Petersen deu ao jogo 2 de 5 estrelas.